# Geoffroy Tamisier

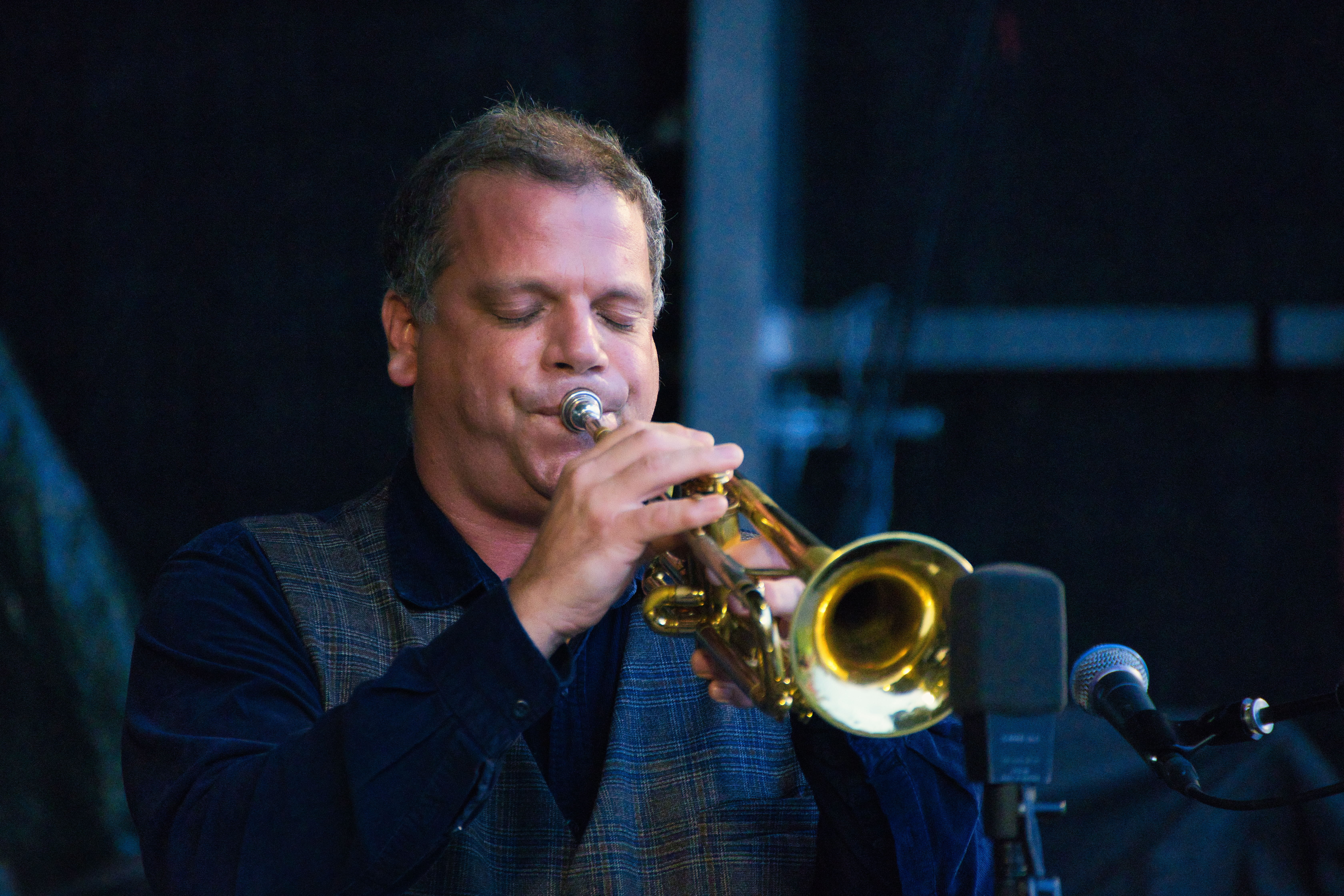
Geoffroy Tamisier mit Lagrimas Azules (INNtöne Jazzfestival 2021)

Geoffroy Tamisier (* 1973 in Nantes) ist ein französischer Jazzmusiker (Kornett, Trompete, Komposition).

## Leben und Wirken
Tamisier erhielt zunächst eine musikalische Ausbildung am Conservatoire de Nantes. Anschließend trat er in das Conservatoire National Supérieur de Musique et Danse Paris ein, wo er in der Jazzklasse von François Jeanneau studierte und 1997 mit einem ersten Preis abging. Im selben Jahr gewann er beim Jazzwettbewerb von La Défense den Kompositionspreis für seine Arbeit mit dem Jazzophone Quartet.
Im darauffolgenden Jahr gründete Tamisier sein eigenes Septett OLH Acoustic, das einen Preis beim Wettbewerb von La Défense und beim Tremplin Jazz d’Avignon erhielt; mit dieser Gruppe nahm er für das Label Yolk die Alben Une vie sans lune (2000) und (mit Kenny Wheeler) G Meets K (2002) auf. Von 2002 bis 2004 war er Mitglied des Orchestre National de Jazz unter Leitung von Claude Barthélemy, mit dem zwei Alben für Label Bleu und Le Chant du Monde entstanden. Er gründete dann sein Trio mit Alexis Thérain (Gitarre) und Frédéric Chiffoleau (Kontrabass), das auf dem Album Au bonheur des anges (Yolk, 2005) dokumentiert wurde.
Als Trompeter, aber auch als Komponist und Arrangeur, gehört Tamisier seit mehr als 15 Jahren zu der World-Jazz-Bad Mukta, mit der WEA  die Alben Jade, Dancing on One’s Hands, Indian Sitar und World Jazz veröffentlichte. Weiterhin hat er mit Guillaume Saint James’ Jazzarium, Jean-Christophe Cholets Diagonal, Alban Darches Le Gros Cube, Chel, Bivouac 4 étoiles, dem Brass Dance Orchestra (mit François Thuillier, Jean-Louis Pommier und Didier Ithursarry), Jacques Pellen, Didier Squiban, Baptiste Trotignon, Gueorgui Kornazov und Manu Codjia gespielt und aufgenommen. 2014 gründete er sein Trio Lagrimas Azules mit Laurent Jaulin (Flamenco-Gitarre) und Didier Ithursarry (Akkordeon), das zunächst mit der Tänzerin und Perkussionistin Rachel Gaiguant zusammenarbeitete. Weiterhin gehört er zu Alban Darches Quintett Pacific (mit Jozef Dumoulin, Samuel Blaser  und Steve Argüelles) und ist auch auf Aufnahmen mit Klezmerstone, Quartet Aparté und Quartethno zu hören.
Tamisier komponierte auch für Sinfonieorchester und Blasorchester.

## Werke
- Sur le fil. Konzert für traditionelle Holzflöte, Duduk und Uilleann Pipes (Uraufführung mit der Württembergischen Philharmonie Reutlingen in Zusammenarbeit mit dem Orchestre National de Bretagne und Sylvain Barou an Flöte, Duduk und Uilleann Pipes am 27. April 2023 in der Stadthalle Reutlingen, Leitung Ariane Matiakh)[Anm. 1]